# Zbigniew Wassermann
Pour les articles homonymes, voir Wassermann.
Zbigniew Franciszek Wassermann, né le 17 septembre 1949 à Cracovie et mort le 10 avril 2010 à Smolensk, est un homme politique polonais membre de Droit et justice (PiS). Il est ministre sans portefeuille entre octobre 2005 et novembre 2007.

## Biographie

### Formation et vie professionnelle
En 1972, il obtient son diplôme de droit à l'université Jagellonne de Cracovie. Il fait ensuite carrière dans le parquet et occupe divers postes de procureur.
Il est alors également engagé dans les années 1980 dans l'aumônerie catholique des juristes (duszpasterstwo prawników). De 1992 à 2000, il milite dans les rangs de l'association des juristes catholiques polonais (SPPK) et appartient à partir de 1995 à la direction de la section cracovienne de l'organisation.

### Vie politique
En 2000, le ministre de la Justice et procureur général Lech Kaczyński propose de le nommer procureur national. Faute d'un avis favorable l'habilitant à avoir accès à des documents sensibles de l'Office de protection de l'État (UOP), il n'obtient pas sa nomination par décret du président du Conseil des ministres Jerzy Buzek. Il n'exerce alors ses fonctions que par délégation.
À l'occasion des élections législatives du 23 septembre 2001, il est candidat de Droit et justice dans la circonscription de Cracovie-II. Totalisant 9 578 votes préférentiels, il obtient ainsi l'un des deux mandats remportés par PiS. En juillet 2004, il est nommé vice-président de la commission d'enquête Orlen visant à instruire l'affaire du scandale politico-financier polonais de l'Orlengate concernant l'offre de vente d'une raffinerie polonaise, à un prix très avantageux, à la Russie.
Il est réélu député au cours des élections législatives du 25 septembre 2005 avec 16 325 suffrages de préférence.
Le 31 octobre, Zbigniew Wassermann est nommé ministre sans portefeuille, coordonnateur des services secrets dans le gouvernement minoritaire du conservateur Kazimierz Marcinkiewicz. Il est reconduit le 14 juillet 2006, dans le gouvernement de coalition du conservateur Jarosław Kaczyński.
Il parvient à se faire de nouveau élire à la Diète aux élections législatives anticipées du 21 octobre 2007, avec à peine 6 478 voix préférentielles.

### Mort
Le 10 avril 2010, il participe à la délégation conduite par le président de la République Lech Kaczyński et qui se rend à la commémoration du massacre de Katyń. Il meurt dans le crash de l'avion présidentiel, à la lisière de la base de Smolensk, ainsi que l'intégralité des personnes se trouvant à bord de l'appareil, notamment ses anciens collègues au gouvernement Grażyna Gęsicka, Przemysław Gosiewski, Władysław Stasiak et Aleksander Szczygło.
Il est inhumé le 16 avril à Cracovie.
Sa fille Małgorzata est élue en 2015 députée de Cracovie-II.